# Oggiono
Oggiono är en ort och kommun i provinsen Lecco i regionen Lombardiet i Italien. Kommunen hade 9 152 invånare (2018).